# پل میرابو
پل میرابو (به فرانسوی: Pont Mirabeau) یکی از پل‌های مشهور شهر پاریس است که بین سال‌های ۱۸۹۵ و ۱۸۹۷ ساخته شده‌است. این پل در ۲۹ آوریل ۱۹۷۵ در رده بناهای تاریخی قرار گرفت.

## معماری
پل میرابو در ۱۲ ژانویه ۱۸۹۵ به درخواست رئیس جمهور وقت فرانسه سادی ساخته شد. معماری آن توسط پل رابل با همکاری مهندسان دیگری از جمله ژان رسال و امدی دالبی صورت گرفت. دایدی و پیله ساخت آن را عهده دار شدند.

## جایگاه آن در هنر و ادبیات
- پل میرابو نام یکی از اشعار معروف گیوم آپولینر در مجموعه شعر الکل‌ها است.[۱] این اثر به زبان فارسی توسط محمدعلی سپانلو ترجمه شده است.[۲]
- این شعر مورد توجه خوانندگان بسیاری بوده‌است و توسط تعدادی از آنها اجرا شده‌است.

## نگارخانه

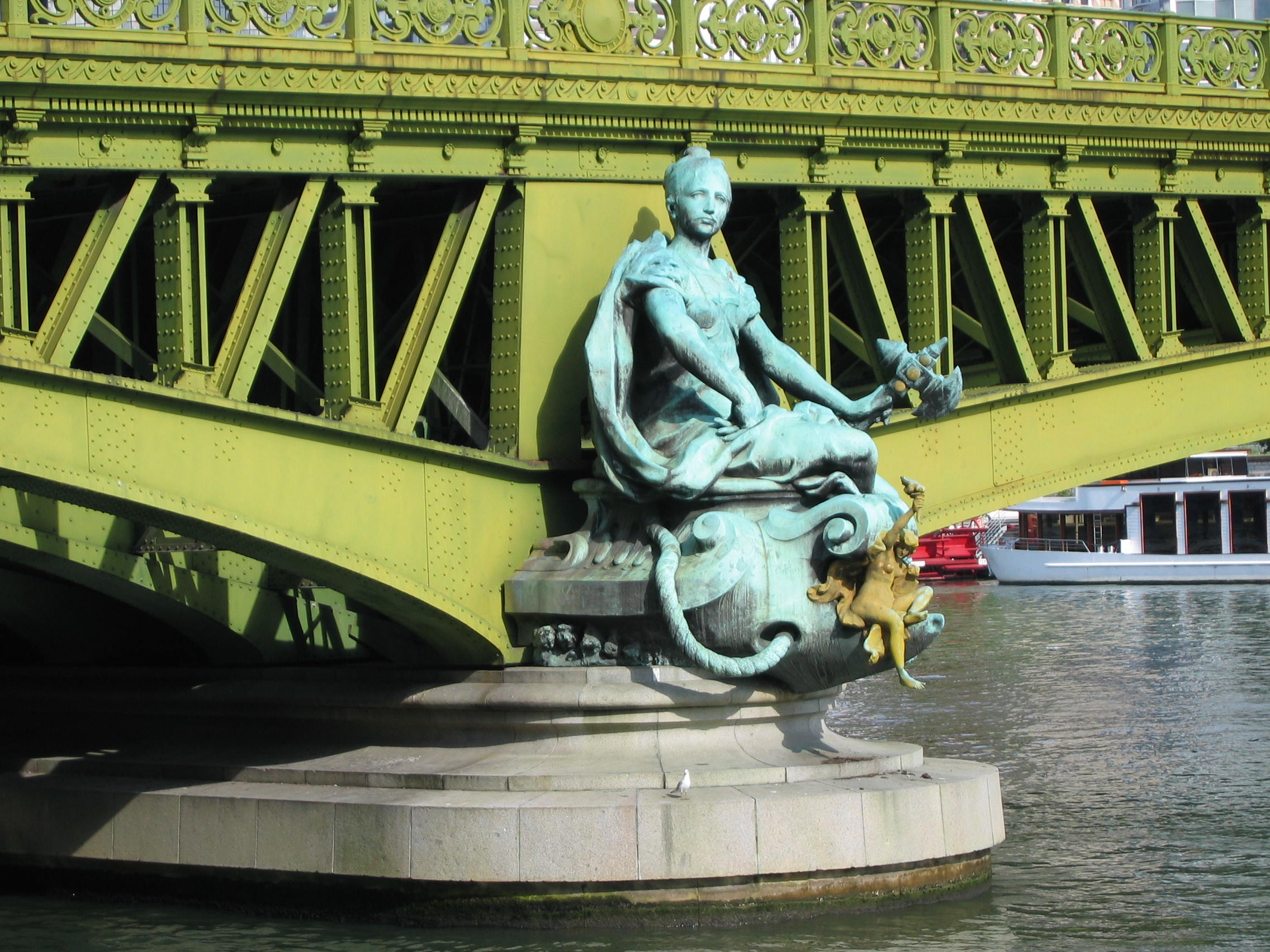
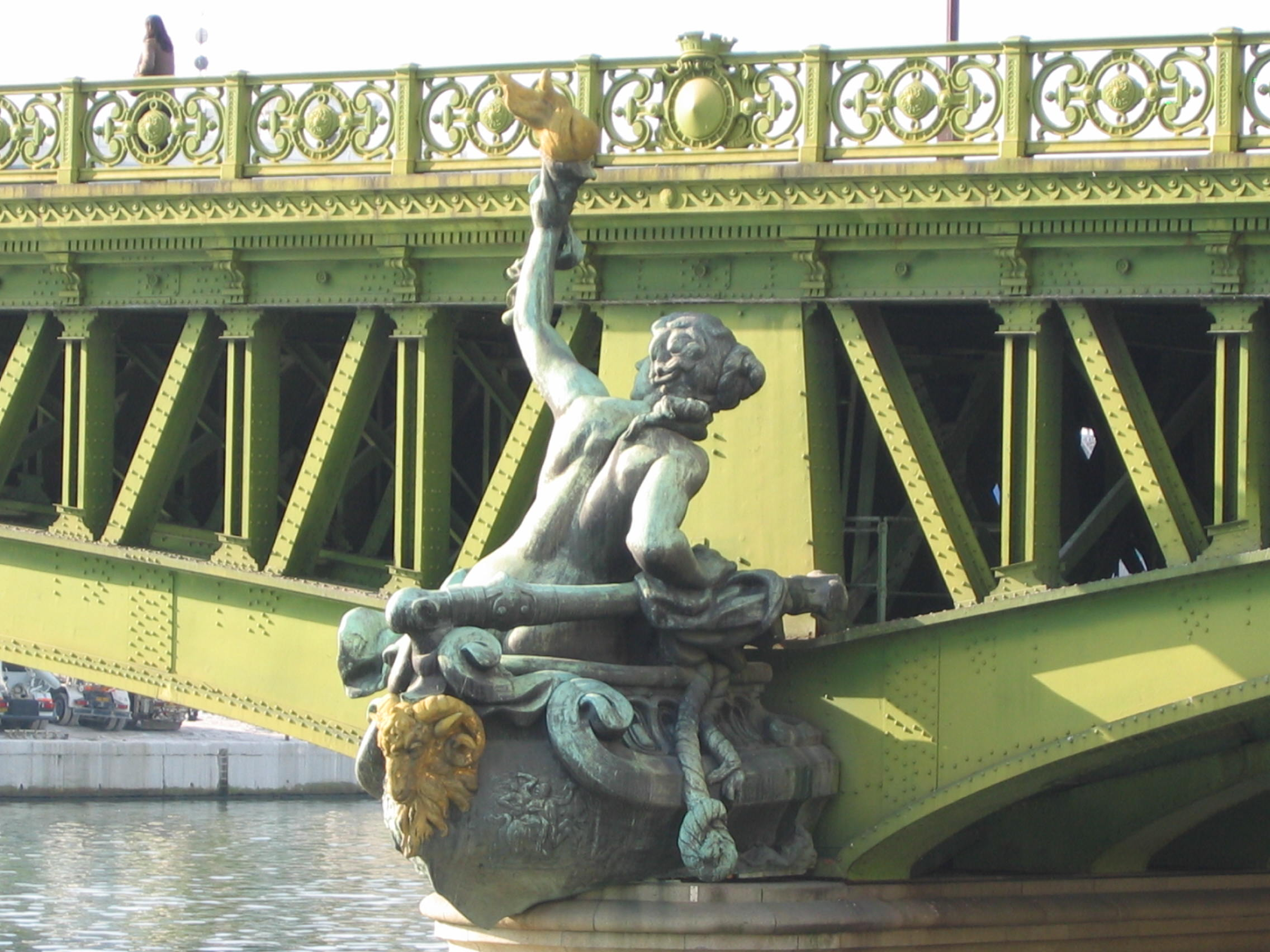
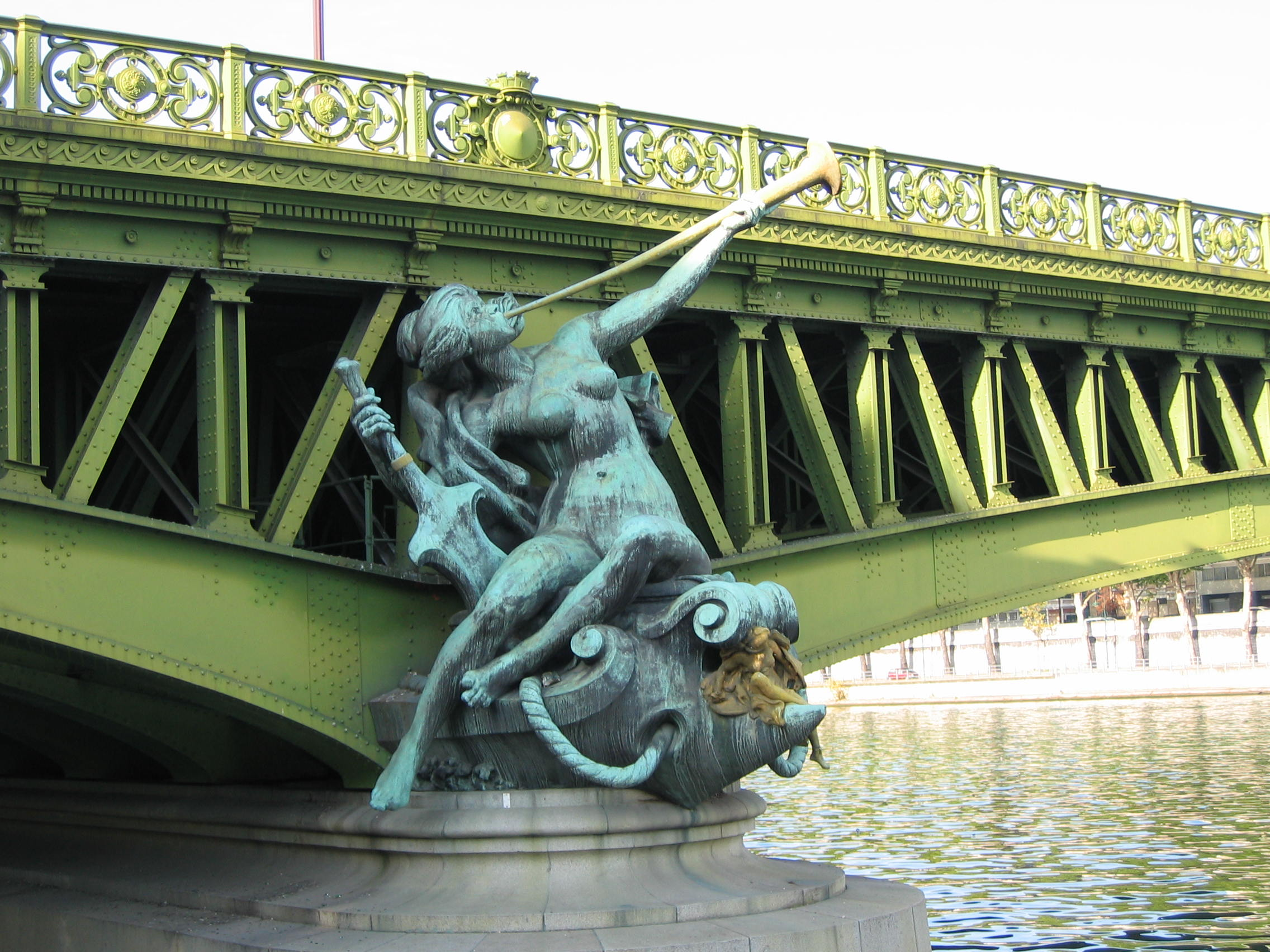
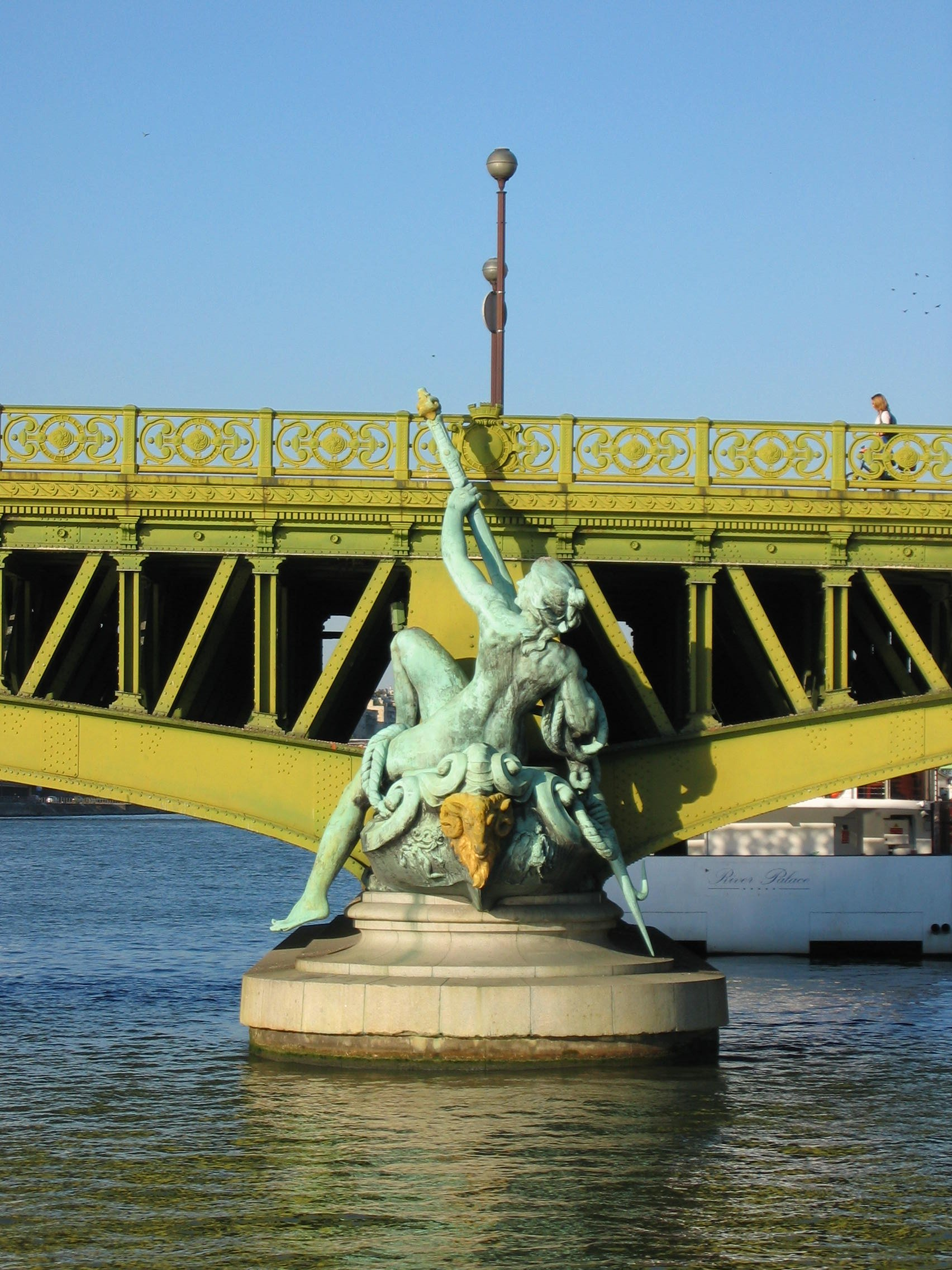
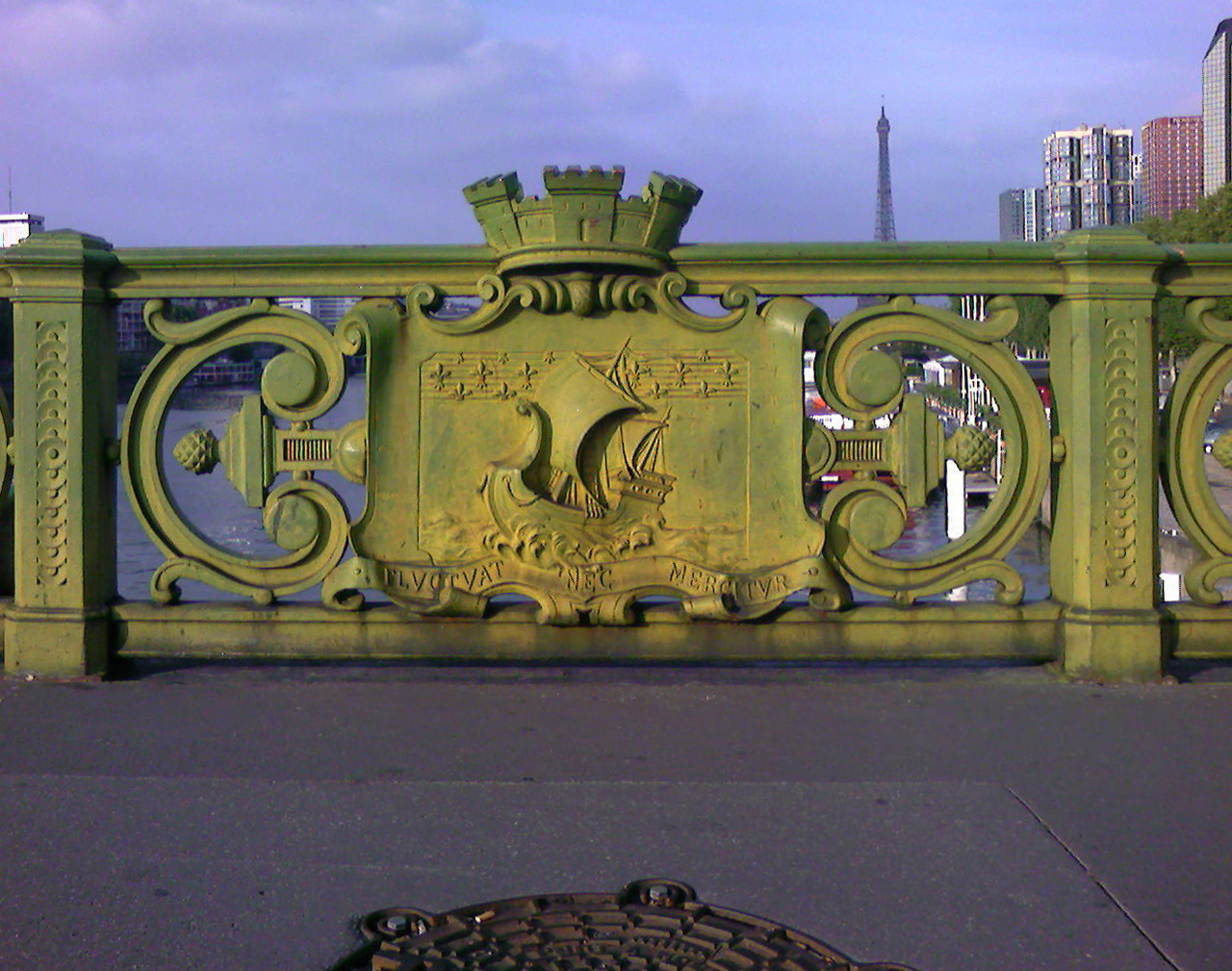